# Freiberger Mulde
Freiberger Mulde er en flod i den tyske delstat Sachsen. Den er en biflod til Mulde og er 124 km lang.
Den har sit udspring i Erzgebirge, i nærheden af Moldau i Tjekkiet. Den løber mod nordvest og krydser efter få kilometer grænsen til Tyskland. Her kommer den til Freiberg, som har lagt navn til floden, og videre mod nordvest gennem Nossen, Döbeln og Leisnig. Et par km nord for Colditz forenes Freiberger Mulde med Zwickauer Mulde og fortsætter som Mulde, der er en biflod til Elben. 